# Unravel Two
Unravel Two es un videojuego de puzles desarrollado por la compañía sueca Coldwood Interactive y distribuido por Electronic Arts. Es la secuela directa de Unravel. Se estrenó el 9 de junio de 2018, el mismo que día en el que fue anunciado.

## Anuncio y estreno
Durante la E3 2018, en la conferencia de Electronic Arts, Unravel Two fue anunciado con un tráiler y un gameplay en vivo demostrado por sus desarrolladores. En ese mismo momento se anunció que el juego ya estaba terminando y ya estaba disponible en PS4, Xbox One y PC.

## Argumento y jugabilidad
Siendo una secuela de Unravel, el juego continúa con el protagonista anterior, Yarny, que ahora son dos, el rojo y uno azul, ya que el juego cuenta con una historia totalmente cooperativa que puede jugarse en solitario o en multijugador local.
Trata de lo mismo que el anterior, resolución de puzles ahora con la adición del cooperativo los puzles deberán resolverse con los dos personajes.